# Gabriel Heinze
Gabriel Iván Heinze (* 19. April 1978 in Crespo, Provinz Entre Ríos) ist ein ehemaliger argentinischer Fußballspieler und heutige -trainer. Er galt als zweikampfstarker Linksverteidiger, der auch in der Innenverteidigung oder auf der sogenannten „6er“-Position spielen konnte. Bekannt war er vor allem für seinen bedingungslosen Einsatz und seine harten Tacklings.

## Karriere

### Spielerkarriere

#### Im Verein
Sein Vater ist Wolgadeutscher, seine Mutter italienischen Ursprungs. Er wurde in Argentinien geboren und begann seine Karriere bei den Newell’s Old Boys.
Seine erste Station in Europa war 1997 Real Valladolid. Anschließend wechselte er 1998/99 zu Sporting Lissabon, und nach einer Saison wieder zurück nach Valladolid. Nach einem erfolgreichen Jahr wurde er 2001 von Paris Saint-Germain verpflichtet. Mit diesem Verein gewann er 2003/04 die Coupe de France.
Aufgrund seiner starken und konstanten Leistungen in Paris und wegen seines kämpferischen Auftretens wurde er schon bald Publikumsliebling. Er wurde von den Pariser Fans zum wertvollsten Defensivspieler der Vereinsgeschichte gewählt.
Im Jahr 2004 wechselte Heinze zu Manchester United, wo er sofort zum Publikumsliebling avancierte und vor allem in seiner ersten Saison eine starke Leistung bot.
Verletzungsbedingt konnte er in der Saison 2006/07 nicht die gewohnte Leistung abrufen, setzte sich aber im Duell um die Position des Linksverteidigers gegen Patrice Evra durch und schloss mit dem Gewinn der Meisterschaft das Jahr erfolgreich ab.
Im August 2007 wechselte Heinze zu Real Madrid, wo er die durch den Abgang von Roberto Carlos entstandene Lücke in der linken Verteidigung schließen sollte. Er unterschrieb einen Vierjahresvertrag. Ursprünglich hatte er zum FC Liverpool wechseln wollen, Manchester United wollte ihn aber nicht an einen direkten Konkurrenten um die Meisterschaft abgeben.
Im Juli 2009 wechselte Heinze zu Olympique Marseille, wo er einen Vertrag bis 2012 unterschrieb. Ende Mai 2011 gab Heinze bekannt, Marseille trotz fortlaufendem Vertrag wegen Differenzen mit der Klubführung vorzeitig verlassen zu wollen. Im Juli 2011 kam ein Wechsel nach Italien zum AS Rom zustande.
Mitte 2012 verließ er Rom und ging zu seinem ersten Klub, Newell’s Old Boys, zurück. Mit den Leprosos erreichte er seinen ersten Titel in Argentinien, den Torneo Final 2013. Nach der Saison 2013/2014 beendete er dort Mai 2014 seine aktive Spielerkarriere.

#### In der Nationalmannschaft
Heinze hat auch einen italienischen und einen deutschen Pass, entschied sich jedoch, für Argentinien zu spielen.
Mit der argentinischen Olympiaauswahl gewann er bei den Sommerspielen 2004 in Athen die Goldmedaille. Mit der argentinischen A-Nationalmannschaft spielte er bei der Weltmeisterschaft 2006 in Deutschland und schied im Viertelfinale gegen Deutschland nach Elfmeterschießen aus. Er stand auch im Kader der argentinischen Mannschaft bei der WM 2010 in Südafrika, mit der er erneut im Viertelfinale an Deutschland scheiterte.

### Trainerkarriere
Seit 2015 ist er als Trainer in Argentinien tätig. Zwischen Juni und September 2015 trainierte er Godoy Cruz in der argentinischen Primera División. Nach der sechsten Niederlage in zehn Spielen wurde Heinze entlassen. Von Juni 2016 bis Juli 2017 war er Trainer bei Argentinos Juniors in der zweithöchsten Spielklasse Argentiniens. Von Dezember 2017 bis März 2020 war er Trainer beim argentinischen Erstliga-Klub Vélez Sársfield. Von Anfang 2021 bis Juli desselben Jahres war er Trainer des MLS-Franchise Atlanta United. Im Jahr 2022 übernahm er das Traineramt bei Newell’s Old Boys und verließ den Klub Ende 2023.
Am 8. Juli 2025 gab der FC Arsenal Heinzes Verpflichtung als Teil des Trainerteams der ersten Mannschaft bekannt.

## Erfolge/Titel
Als Nationalspieler 
- Gewinner Goldmedaille im Olympischen Sommerspielen: 2004

 Mit seinen Vereinen 
- UEFA-Intertoto-Cup-Sieger: 2001
- Französischer Pokalsieger: 2004
- Englischer Ligapokalsieger: 2006
- Englischer Meister: 2007
- FA Community Shield: 2007
- Spanischer Meister: 2008
- Spanischer Supercupsieger: 2008
- Französischer Meister: 2010
- Französischer Ligapokalsieger: 2010, 2011

 Auszeichnungen 
- Sir Matt Busby Spieler des Jahres: 2005